# 제비활치
제비활치는 활치목 활치과의 물고기이다. 새끼의 몸색깔은 흑갈색 또는 몸 전체에 주황색 줄무늬가 있는 검은색이다. 성체는 흐린 은색이 된다. 제비활치는 최대 45cm 크기로 자란다.